# 麥明詩
麥明詩（英語：Louisa Mak Ming-sze，1991年12月11日—）是一名香港演員、電視節目主持人、律師及企業家。麥明詩畢業於劍橋大學法律系後，於2015年贏得香港小姐競選冠軍而進入娛樂圈。她曾參演葉念琛的愛情電影《失戀日》，以及無綫電視劇集《使徒行者2》和《誇世代》，其後憑法律劇集《是咁的，法官閣下》的表現，獲提名萬千星輝頒獎典禮2018「飛躍進步女藝員」。2017年至2019年間，麥明詩擔任無綫電視清談節目《後生仔傾吓偈》的主持。
2019年，麥明詩淡出娛樂圈，並在取得律師資格後加入麥肯錫公司擔任顧問。她於2022年離開麥肯錫，並在同一年共同創立專注青年賦能的公司「Project Melo」。2023年，她還獲委任為傳承教育集團的董事。2024年，麥明詩與男友盛勁為結婚，並於2025年誕下一子。

## 早年生活與教育
1991年12月11日，麥明詩出生於澳洲一個中產家庭。她的父親曾任聖公會林護紀念中學副校長，退休後從事化學補習工作，母親則是一名職業治療師。她還有一位哥哥，畢業於香港中文大學醫學院，後成為整形外科醫生。1994年，3歲的麥明詩隨家人回流香港，在馬鞍山長大，並在附近的幼稚園就讀。其後，她入讀香港名校拔萃女小學，成績優異。在此期間，她開始學習芭蕾舞、鋼琴和聲樂，並取得鋼琴和聲樂八級資格。她還是學校合唱團的成員。2003年，麥明詩獲選參加美國阿拉巴馬州太空訓練營，進行為期三日的「小太空人訓練課程」，並代表香港歡迎中華人民共和國航天員楊利偉。小學畢業後，她升讀拔萃女書院。
2007年，麥明詩與家人前往英國旅遊時參觀了劍橋大學國王學院，被校園環境吸引，立志在此求學。儘管她對歷史感興趣，但她為了取得更好成績而選擇理科。她在2009年香港中學會考中報考十科並全部取得A級成績，成為當年13位十優狀元之一。為適應英國教育環境，麥明詩中學畢業後前往英國升學，到伯克郡克羅索恩的威靈頓公學就讀。2011年完成A-Level考試後，她入讀劍橋大學紐納姆學院法律系。在學期間，她熱衷於水上運動，並創立香港及中國事務會，擔任會長。麥明詩於2014年以二級甲等榮譽成績取得法律學士學位，並於2018年獲授文學碩士。2015年2月，她通過紐約州律師考試，並於2018年11月考獲美國律師執照。

## 娛樂生涯

### 2015—2016年：當選香港小姐
2015年，麥明詩參選由電視廣播有限公司（無綫電視）主辦的2015年度香港小姐競選，形容自己的參選動機是「在人海找到一點獨特」及「尋找突顯個人特質的方法」。她優異的學業成績及在香港中學會考中取得十優的表現引起媒體關注。麥明詩被視為大熱人選，並於7月成功晉級初賽，躋身最後12強。在8月30日的決賽中，她在尾段的演講環節以「賢良淑德」四個字為主題。麥明詩在231,692名投票觀眾中，取得166,654人的冠軍支持票，以925,173分當選2015年度香港小姐冠軍，同時成為最上鏡小姐。次年，麥明詩代表香港參加國際中華小姐競選，但在晉身五強前被淘汰。

### 2016—2017年：早期演藝事業
贏得香港小姐冠軍後，麥明詩與無綫電視簽約。2016年，她以英語生活資訊節目《港生活·港享受》主持身份在明珠台首度亮相，並前往里約熱內盧，擔任2016年奧運會期間無綫電視的特派記者。同年，她主持旅遊節目《星星探親團》，記錄重返母校劍橋大學的旅程，但節目因劍橋學生媒體《The Tab》報道稱麥明詩與攝製隊在春季舞會試圖享用他們無權享用的免費飲料，並因未出示記者證遭驅離而引發爭議。麥明詩後續接受《英文虎報》專訪駁斥謠言，強調已提前數週申請拍攝許可且過程順利，並表示《The Tab》非常“隨便”，當地人不會認真看待其報道。同年，她獲導演葉念琛邀請出演愛情電影《失戀日》，在戲中飾演鄧麗欣的閨蜜。
2017年6月，麥明詩於賭博題材懸疑劇《賭城群英會》中首次亮相電視劇，飾演屠若蘭一角。她還為美國動畫電影角色「潔玉」擔任粵語配音。其後麥明詩與馮盈盈、陸浩明共同主持清談節目《#後生仔傾吓偈》。2018年，她在萬千星輝頒獎典禮2018中，聯同馮盈盈獲提名「最受歡迎電視拍檔」。同年9月，她在諜戰劇《使徒行者2》中飾演臥底楊詠。11月，她於喜劇《誇世代》中飾演一名缺乏自信的年輕女孩，與堂姐（陳嘉寶飾）及富家公子（余德丞飾）陷入三角戀。

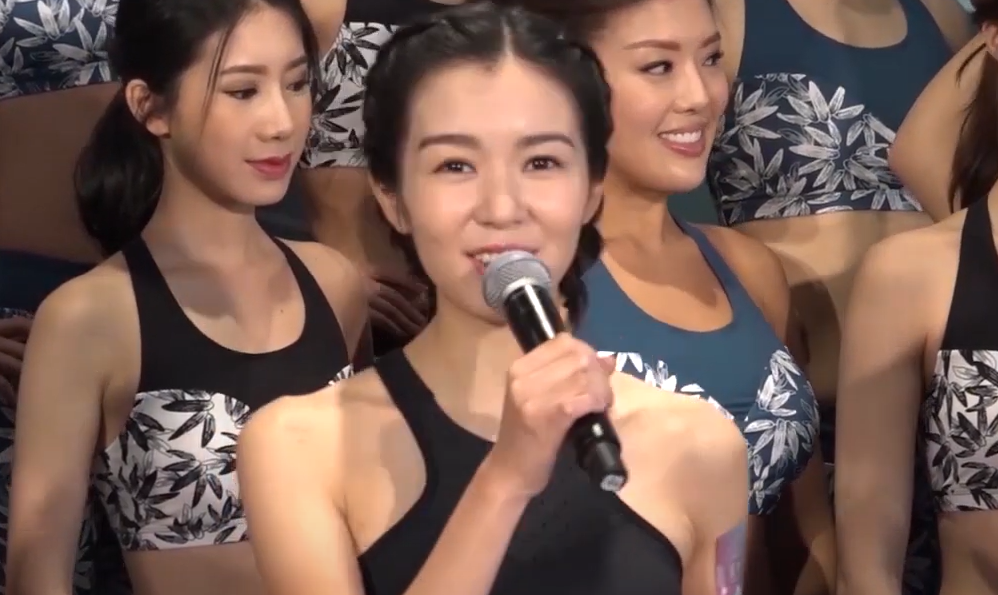
麥明詩（中）出席2019年度國際中華小姐競選記者會

### 2018年—2022年：突破與淡出
麥明詩在2018年的法律題材劇集《是咁的，法官閣下》中飾演初出茅廬、發現理想與現實落差太大的律師夏心寧。編劇李茜形容這個角色是根據麥明詩的真實經歷和性格，為她「度身訂做」。她憑此角色在《萬千星輝頒獎典禮2018》中獲提名「飛躍進步女藝員」。她亦在葉念琛的電影《我的情敵女婿》中客串，飾演一名「MK妹」。
2019年初，麥明詩主持了兩個旅遊節目，分別為《單車遊學團》和《荷蘭好玩》。前者記錄了她參與從香港到柬埔寨的慈善單車之旅，期間她在廣西受傷並住院。同年，她與無綫電視協商後改簽「綠葉約」，並在接受傳媒訪問時表示原因是希望工作安排較為彈性，及擁有更多私人時間。
2020年6月，麥明詩在無綫電視的最後一部電視劇《殺手》播出，她在劇中飾演失明少女閻素之。她在2020年代逐漸淡出娛樂圈，並於2022年結束與無綫電視的合約，在接受傳媒訪問時表示原因是因為與公司的方向不同。
2022年，麥明詩在商戰懸疑網絡劇《逐流時代》中擔任女主角，飾演蘇瑛一角。她於前一年透過共同朋友認識監製戚其義，當時他正籌備一套劇集，認為當中的一個角色挺適合她，因此邀請她出演。麥明詩認為能夠跟自己欣賞的導演合作的機會難得，因此接受了邀請，並請了二十天年假參與拍攝。

## 商業生涯
麥明詩於2019年展開職業轉型，加入麥肯錫公司擔任商業顧問，並曾於2020年初駐守台灣。其後她返回香港並晉升為項目經理，最終於2022年離開該顧問公司。同年她成為青年賦能公司「Project Melo」的聯合創辦人。2023年，麥明詩出任上市公司傳承教育集團董事，同年她在YouTube頻道試當真製作、以升學放榜為主題的《EA Exam真係驚》系列影片中成為受訪對象。2024年，她在同樣由試當真製作的紀錄電影《公開試當真》中受訪，並表示“每次成功都是借回來，要還的，努力過後還是要繼續努力。”

## 個人生活
麥明詩曾與前大律師林作交往近三年，於2016年分手。2022年，麥明詩傳出與電視主持人兼前機師盛勁為交往，她曾表示與對方僅為好友關係，後於2023年10月30日的一場商業活動中公開承認戀情。2023年12月，麥明詩在生日派對上打破傳統性別角色，主動向盛勁為求婚，兩人於2024年1月30日公佈喜訊。為滿足兩人及雙方父母的要求，避免出現衝突，兩人舉行了多場婚宴。兩人先於2024年3月23日在元朗盛屋村舉行盆菜婚宴，次日則在香港遊艇會舉行婚禮，按女方父母的喜好決定菜式、流程及程序。3月29日，兩人在雙方父母見證下，在戶外場地正式簽署結婚證書成為夫婦，晚上在同一場地舉行派對。2024年11月，麥明詩表示已懷孕近5個月，並於2025年3月誕下一子。
麥明詩是一名虔誠的基督徒，並積極為女權主義發聲，也十分關注政治議題。她曾參與並聲援雨傘運動，並曾對2015年香港大學副校長任命事件及七警案的裁決發表意見。麥明詩曾在2016年香港立法會選舉中對梁天琦被取消參選資格表達不滿，認為選舉主任行為越權及程序不當。

## 影視作品

### 電影
| 年份   | 片名              | 角色 | 備註     |
| ------ | ----------------- | ---- | -------- |
| 2016年 | 《失戀日》        | 詩婷 | [ 35 ]   |
| 2017年 | 《》              |      | 粵語配音 |
| 2018年 | 《我的情敵女婿》  | May  | [ 50 ]   |
| 2019年 | 《掃毒2天地對決》 | 警員 | [ 95 ]   |
| 2024年 | 《公開試當真》    | 本人 | [ 71 ]   |

### 電視劇
| 年份   | 劇名                 | 角色   | 備註   |
| ------ | -------------------- | ------ | ------ |
| 2017年 | 《賭城群英會》       | 屠若蘭 | [ 37 ] |
| 2017年 | 《使徒行者2》        | 楊詠   | [ 42 ] |
| 2017年 | 《誇世代》           | 宋佳佳 | [ 96 ] |
| 2018年 | 《是咁的，法官閣下》 | 夏心寧 | [ 46 ] |
| 2020年 | 《殺手》             | 閻素之 | [ 13 ] |
| 2022年 | 《逐流時代》         | 蘇瑛   | [ 59 ] |

### 電視節目
| 年份           | 節目名稱          | 備註   |
| -------------- | ----------------- | ------ |
| 2016年         | 《港生活·港享受》 | [ 97 ] |
| 《星星探親團》 | [ 98 ]            |        |
| 2017年—2019年  | 《#後生仔傾吓偈》 | [ 99 ] |
| 2019年         | 《單車遊學團》    | [ 51 ] |
| 2019年         | 《荷蘭好玩》      | [ 52 ] |

### 其他作品
- 2023年：馮允謙MV《給你幸福 所以幸福》[100]

## 獎項提名
| 年份   | 獎項                 | 類別             | 作品                 | 結果 | 備註               |
| ------ | -------------------- | ---------------- | -------------------- | ---- | ------------------ |
| 2018年 | 萬千星輝頒獎典禮2018 | 飛躍進步女藝員   | 《是咁的，法官閣下》 | 提名 | [ 48 ]             |
| 2018年 | 萬千星輝頒獎典禮2018 | 最受歡迎電視拍檔 | 《後生仔傾吓偈》     | 提名 | 與馮盈盈一起獲提名 |

## 外部連結
- 麥明詩的Facebook專頁
- 麥明詩的Facebook專頁（用戶頁）
- 麥明詩的Instagram帳戶
- 麥明詩的新浪微博
- 麥明詩在互联网电影资料库（IMDb）上的資料（英文）